# کوبا (ویرجینیای غربی)
کوبا (به انگلیسی: Cuba) یک منطقهٔ مسکونی در ایالات متحده آمریکا است که در شهرستان جکسون، ویرجینیای غربی واقع شده‌است. کوبا ۲۰۳٫۰ متر بالاتر از سطح دریا واقع شده‌است.